# Der Himmel dacht auf Anhalts Ruhm und Glück, BWV 66a
Der Himmel dacht auf Anhalts Ruhm und Glück, BWV 66a (El cielo cuida la fama y la felicidad de Anhalt) es una cantata profana congratulatoria escrita por Johann Sebastian Bach y estrenada el 10 de diciembre de 1718 en Köthen. En esta obra se basa la cantata sacra Erfreut euch, ihr Herzen, BWV 66, que se interpretó por primera vez el 10 de abril de 1724.

## Historia
Bach compuso esta pieza profana o serenata en 1718 en Köthen para celebrar  el 10 de diciembre el 24º cumpleaños de su patrón Leopoldo, príncipe de Anhalt-Cöthen. La cantata fue interpretada por primera vez el 10 de diciembre de 1718. John Eliot Gardiner ha sugerido que la música instrumental de la cantata perdida, una sinfonía, aparece en Am Abend aber desselbigen Sabbats, BWV 42, que fue interpretada por primera vez en 1725.

## Análisis

### Texto
El texto de la cantata fue obra de Christian Friedrich Hunold, que estaba asentado en Halle. Bach y Hunold colaboraron en otras cantatas, entre las que se encuentra una para el mismo cumpleaños, Lobet den Herrn, alle seine Heerscharen, BWV Anh. 5. El texto de Hunold fue incluido en una colección que él mismo publicó el año siguiente y que se ha conservado hasta nuestros días. Sin embargo, la música de Bach se ha perdido, aunque existe la posibilidad de su reconstrucción ya que recicló parte de ella al menos en una obra sacra. Bach adaptó diversos movimientos para su cantata para el lunes de Pascua de 1724, Erfreut euch, ihr Herzen, BWV 66. La estructura de la cantata sacra es diferente, puesto que comienza con música del movimiento final de la cantata profana y termina con un coral. Pero se preservó la forma de diálogo original en la que aparecen dos figuras alegóricas. Eran Die Glückseeligkeit Anhalts (Fortuna de Anhalt) y Fama (la fama). La voz de alto representaba el temor sustituyendo a la fortuna y el tenor representaba la esperanza sustituyendo a la fama.

### Estructura
Consta de ocho movimientos.
1. Recitativo: Der Himmel dacht' auf Anhalts Ruhm und Glück
2. Aria: Traget ihr Lüffte den Jubel von hinnen
3. Recitativo dúo: Die Klugheit auf dem Thron zu sehn
4. Aria dúo: Ich weiche nun; ich will der Erden sagen
5. Recitativo dúo: Wie weit bist du mit Anhälts Götter-Ruhm
6. Aria: Beglücktes Land von süsser Ruh und Stille!
7. Recitativo dúo: Nun theurer Fürst! der seinen Purpur schmücket
8. Coro: Es strahle die Sonne

## Discografía selecta
De esta pieza se han realizado una serie de grabaciones entre las que destacan las siguientes.
- 2012 – Ruhm und Glück (Fame and Happiness). J.S. Bach: Birthday Cantatas BWV 36a & 66a. Alexander Grychtolik, Mitteldeutsche Hofmusik (Rondeau Production)